# Asrael

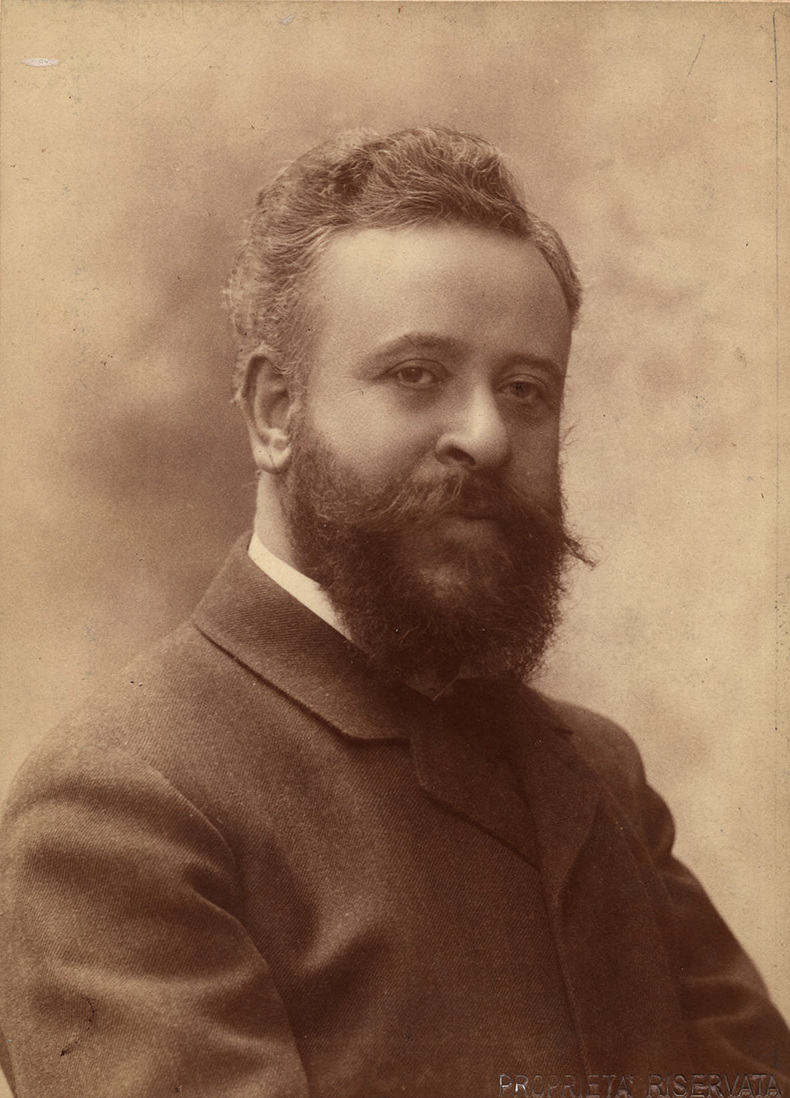
Alberto Franchetti

Asrael är en leggenda eller opera i fyra akter med musik av Alberto Franchetti och libretto av Ferdinando Fontana. Operan hade premiär den 11 februari 1888 på Teatro Municipale di Reggio

## Historia
Operan var Franchettis första opera och visar på stark påverkan från Meyerbeer och Wagner, blandad med italiensk idiom från det sena 1800-talet. Den 26 november 1890 hade operan USA-premiär på Metropolitan Opera med Andreas Dippel i titelrollen.
Handlingen bygger på tyska sagor och folklore och visar på konflikten mellan ondskans andar och den kristna kärlekens ande, representerad av Asrael och Nefta.
Premiären blev en stor framgång, även om tenoren Ladislao Mierzwinski fick kritik för sin tolkning av titelrollen. Recensenten E. Ferrettini i La Stampa betonade framför allt Franchettis temperament som symfoniker, vilket gjorde det möjligt för honom att ge sitt bästa i episoder där det symfoniska elementet kunde dyka upp mer fritt, medan han ansåg karaktärernas musikaliska betydelse mindre framgångsrik, kanske på grund av kontrasten mellan kompositörens "balanserade sinne" och "själens stormar" som kännetecknar karaktärerna. Ferrettini bedömde librettot som "barnsligt och omständligt", men fann det lämpligt för Marchettis musikaliska talanger. En brist i verk, som gjorde att det bedömdes ett steg bakåt jämfört med den nästan samtida Otello av Giuseppe Verdi, var organisation av de enskilda numren "oberoende av varandra", vilket orsakade "brist på koncishet". Ferrettini angav bland de bästa styckena förspelet och mellanspelet mellan första och andra delen av första akten.

## Personer

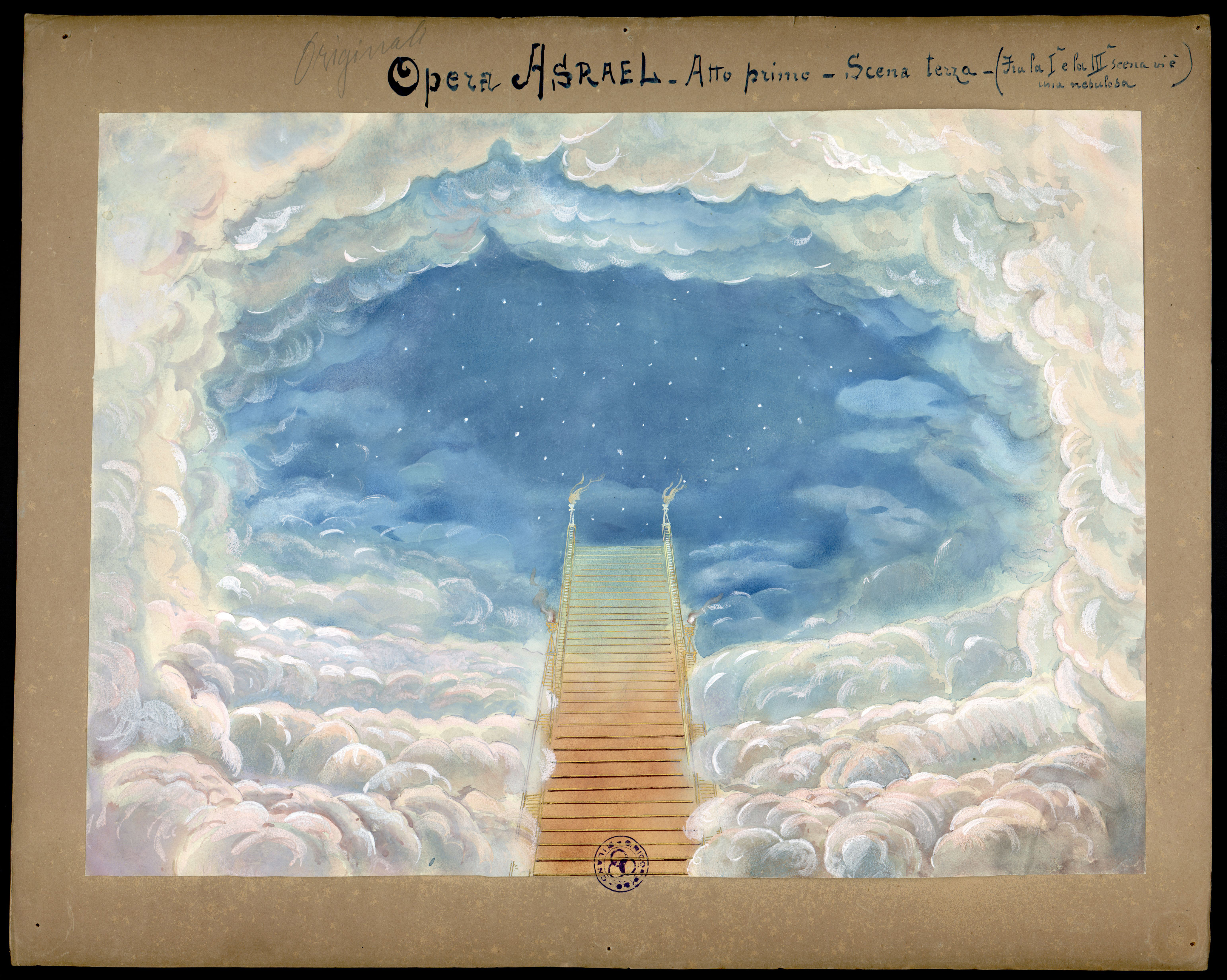
In cielo. Anfiteatro di nubi tagliato da una scala d'oro, dekordesign till Asreal akt 1 scen 3 (odaterad).

| Roller                  | Röstläge    | Premiärbesättning 11 februari 1888 |
| ----------------------- | ----------- | ---------------------------------- |
| Nefta/Suor Clotilde     | sopran      | Virginia Damerini                  |
| Asrael                  | tenor       | Ladislao Mierzwinski               |
| Loretta                 | mezzosopran | Giulia Novelli                     |
| Lucifero/re di Brabante | bas         | Lodovico Contini                   |
| Liboria                 | sopran      | Maria Pia                          |
| Contadino               | bas         | Francesco Carmignani               |
| Araldo                  | bas         | Ulisse Peroni                      |

## Handling
Asrael och Nephtha älskade varandra som änglar i himlen, sedan skildes de åt när Asrael togs till fånga av Lucifer, i ett försök att motsätta sig hans uppror mot Gud och fördes till helvetet.
Både Nefta och Asrael, som aldrig har glömt sin kärlek, får tillbringa en period på jorden och leta efter själar som ska till himlen respektive helvetet.
På jorden måste Asrael undkomma de frestelser som belastas honom av två kvinnor, Lidoria från Brabant och zigenerskan Loretta. Asrael tar sin tillflykt till klostret där Nefta befinner sig som nunnan syster Clotilde. Här blir han övertygad om att recitera en Ave Maria: plötsligt förvandlas Clotilde till Nephtha, Asrael förvandlas till en ängel och alla sjunger om den nyfunna glädjen.